# Grabów nad Pilicą
Grabów nad Pilicą è un comune rurale polacco del distretto di Kozienice, nel voivodato della Masovia.
Ricopre una superficie di 125 km² e nel 2004 contava 3 800 abitanti.